# Liza Harper
Pour les articles homonymes, voir Harper.
Liza Harper est une actrice pornographique française née le 21 mars 1976 à Louviers, Haute-Normandie.

## Biographie
Elle commence sa carrière en 1994 à l'âge de 18 ans. Après avoir déménagé à Los Angeles en 1995, elle devient ce que les professionnels de la pornographie appellent une "Anal Queen" pour ses performances en matière de sodomie.
Elle a tourné 345 films selon le site IAFD dans plusieurs styles différents comme l'anal, facial, DP, interraciale et Gang bang.
Liza Harper est mariée avec le réalisateur X américain Rod Fontana. Leur fille a failli mourir d'une infection staphylocoque en 2003. Ce drame les rapproche de la religion et Rod Fontana s'arrête définitivement en 2007.

## Récompenses et nominations
- Elle a été nommée deux fois en 2007 aux AVN Awards pour le film To Die For :
  - Best Supporting Actress To Die For (2005)
  - Best Sex Scene Coupling - To Die For (2005)  avec Kurt Lockwood
- 2005 aux AVN Award
  - Best Group Sex Scene - Tails from the Toilet (2004) avec (Rod Fontana, Nikki Hunter, Gia Jordan, Arnold Schwartzenpecker, Randy Spears, Tyler Wood)

## Filmographie sélective
- 2009 No Boys Just Toys 3
- 2009 Deep in the Bush 2
- 2008 Insatiable Teens
- 2007 Lesbian MILTF 3
- 2007 Girl Gangs
- 2006 No Boys, No Toys 1
- 2006 To Die For
- 2005 Lesbian Mature Women 9
- 2005 All Access Anal
- 2004 Chick Flick 8
- 2004 Tails From The Toilet
- 2003 Ultimate Strap-On Super Slam 12
- 2003 18 And Eager For Anal
- 2002 Daily Fruits And Veggies 13
- 2002 Indiscreet Feet 2
- 2001 Face To Face 2
- 2001 Cream Pie 17
- 2000 Gina's Girls 2
- 2000 Shut Up and Blow Me 20
- 1999 No Man's Land 25 & 26
- 1999 Blowjob Fantasies 6
- 1999 Pussyman's Decadent Divas 2
- 1998 Femme 2
- 1998 Amazing Sex Talk 1
- 1997 No Man's Land 20
- 1997 18 and Anal
- 1997 Lisa, de Kris Kramski
- 1996 Where the Girls Sweat 3
- 1996 Al Terego's Double Anal Alternatives
- 1995 Buffy Malibu's Nasty Girls 9
- 1995 MH Home Video 324: Cum In My Cunt 6
- 1994 Intimité violée par une femme 23
- 1994 Leather Angels
- 1994 Lisa s'offre à toi!